# Manuel Gallego Jorreto
 (avril 2024).
Si vous disposez d'ouvrages ou d'articles de référence ou si vous connaissez des sites web de qualité traitant du thème abordé ici, merci de compléter l'article en donnant les références utiles à sa vérifiabilité et en les liant à la section « Notes et références ».
Manuel Gallego Jorreto, né à O Carballiño, Ourense en 1936, est un architecte espagnol.

## Biographie
Il a obtenu le diplôme d'architecte de l'École technique supérieure d'architecture de Madrid en 1963, où il obtiendra également un doctorat en 1968. Il a commencé sa vie professionnelle dans le cabinet d'Alejandro de la Sota, après avoir terminé sa formation en Norvège, où il a travaillé avec Erling Viksjø.
Il a été membre fondateur du Musée du peuple galicien en 1976, et membre du Séminaire d'Études Galiciennes (1980) et de la Fondation Luis Seoane (1996).

## Réalisations
- 1969-70 : Maison individuelle à Corrubedo (La Corogne).
- 1977-79 : Maison individuelle à Oleiros (La Corogne).
- 1979-80 : Marché de Sainte-Lucie à La Corogne.
- 1979-82 : Logement et atelier pour un peintre dans l'île d'Arousa (Pontevedra).
- 1981-93 : Centre culturel de Valdoviño.
- 1982-85 : Musée d'Art Sacré de la Collégiale de Santa María del Campo à La Corogne.
- 1984-89 : Maisons individuelles à Paderne (La Corogne).
- 1987-90 : Rénovation de la Grande Demeure des Lemos de Chantada (Lugo) comme centre culturel[1],[2].
- 1988-95 : Musée des Beaux-Arts de La Corogne[3],[4].
- 1990 : Rénovation de l'ancienne prison municipale pour une bibliothèque à Carballo (La Corogne).
- 1991 : Aménagement de la Maison do Boteiro comme espace de réception et bibliothèque du Musée Archéologique et historique de La Corogne[5] situé dans le Château de San Antón.
- 1992-97 : Bâtiments pour des Instituts de Recherche sur le Campus Sud, pour l'Université de Saint-Jacques-de-Compostelle.
- 1994-95 : Rénovation du Théâtre Rosalía de Castro à  La Corogne.
- 1994-96 : Centre de Santé de Viveiro (Lugo).
- 1994-96 : Mairie de l'île d'Arousa (Pontevedra).
- 2002 : Complexe présidentiel de la Junte de Galice à Monte Pío (Saint-Jacques-de-Compostelle). Résidence officielle du président de la Junte de Galice.
- 2007-2008 : Musée de la Conserve dans l'île d'Arousa (Pontevedra).
- 2007-2008 : Auditoire Polyvalent dans l'Île d'Arousa (Pontevedra).
- 2008 : Bâtiment Central des Offices Provinciaux de la Junte de Galice à Pontevedra.

## Prix
- 1983 : Prix Galice d'Architecture. Ourense.
- 1991 : Prix dans le I Prix d'Architecture Julio Galán Carvajal dans la catégorie Rénovation par la réalisation Musée d'Art Sacré de la Collegiale de Santa María del Campo[6].
- 1995 : Prix Dragados et Constructions d'Architecture Espagnole pour le Musée des Beaux-Arts de La Corogne.
- 1996 : Médaille Castelao[7]. Junte de Galice.
- 1997 : Prix National d'Architecture pour le Musée des Beaux-Arts de La Corogne.
- 2008 : Prix National d'Architecture et espaces publics.
- 2010 : Prix Celanova Maison des Poètes[8].
- 2010 : Médaille d'Or de l'Architecture[9] qu'accorde le Conseil Supérieur des Collèges d'Architectes de l'Espagne.
- 2016 : Médaille de la Galice (Or)[10].
- 2018 : Prix National d'Architecture. Récompense de l'ensemble de son œuvre pour sa contribution à l'enrichissement des « aspects sociaux, technologiques et durables de l'architecture ».